# Chrysotus diaphorus
Chrysotus diaphorus är en tvåvingeart som beskrevs av Octave Parent 1939. Chrysotus diaphorus ingår i släktet Chrysotus och familjen styltflugor. Inga underarter finns listade i Catalogue of Life.